# العركوب (الخنيشات)
العركوب هي إحدى مشيخات المملكة المغربية، تتبع جغرافيا لإقليم سيدي قاسم وإداريًا لالخنيشات. يقدر عدد سكانها بـ 16361 نسمة حسب الإحصاء الرسمي للسكان والسكنى لسنة 2004.